# Placiphorella rufa
Placiphorella rufa är en blötdjursart som beskrevs av Berry 1917. Placiphorella rufa ingår i släktet Placiphorella och familjen Mopaliidae. Inga underarter finns listade i Catalogue of Life.